# Sistema monetari mallorquí

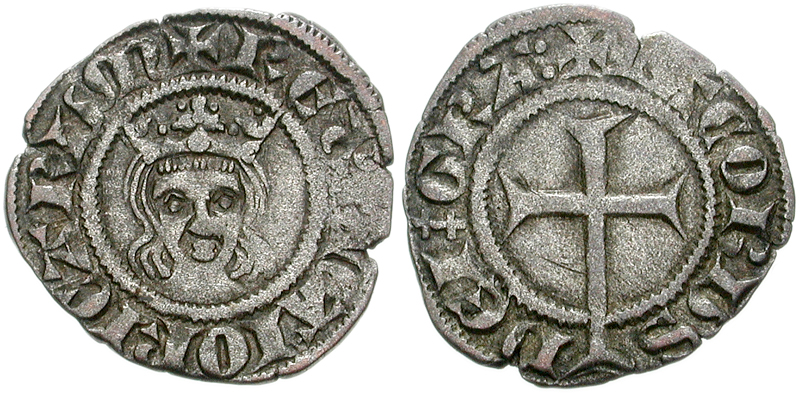
Diner de Jaume II de Mallorca, creador del sistema monetari mallorquí (1300-1858)

El sistema monetari mallorquí és l'organització monetària de que es va dotar el Regne de Mallorca a partir de l'any 1300, en que fou creat per Jaume II de Mallorca fins que fou definitivament abolit el 1858, tot i que des de finals del regnat de Felip V s'havien deixat de batre els seus valors a conseqüència de la Guerra de Successió, tot i dos breus períodes de batiments excepcionals en temps de Ferran VII. El sistema no fou immutable i patí variacions significatives al llarg del temps, tot no deixar mai de ser recognoscible en els seus aspectes representatius ni va perdre la seva personalitat diferenciada.

## Antecedents

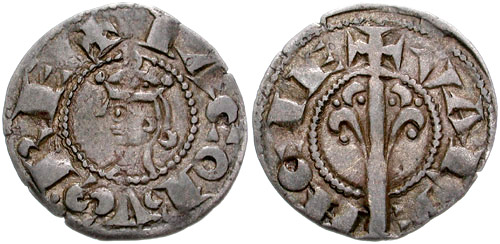
Diner de València de Jaume I el Conqueridor, primera moneda oficial de Mallorca després de la conquesta (1247-1300)

Abans de la conquesta catalana de Mallorca (1229), els musulmans havien començat la història monetària de Mallorca batent de manera abundant dirhams i quirats d'argent i de billó i dinars d'or, però els musulmans illencs es limitaren a batre sota sistemes monetaris preexistents: el postcalifal, l'almoràvid i l'almohade. En tot cas bona part del botí de la conquesta va consistir en l'accés a importants reserves de moneda que s'havien atresorat a l'illa.
Així mateix els conqueridors aportaren les monedes pròpies del seu lloc de residència i, especialment, aquelles que tenien reconeixement comercial reconegut internacionalment, la majoria d'elles classificables entre els sistemes monetaris de tradició carolíngia.
Per això, els primers documents de la conquesta fan referència a un gran nombre de tipus monetaris tant de tradició musulmana com cristiana, si bé, així com va anar passant el temps, s'acaba per imposar documentalment el melgorès de Montpeller, el qual era la moneda de més prestigi comercial entre les que batia el rei Jaume I. En aquest context, el 1232 Pere de Portugal va rebre el títol de Senyor de Mallorca, i va promoure l'encunyació d'una primera moneda mallorquina, que molt probablement va ser avortada per Jaume I que no li havia conferit la potestat monetària quan el va dotar del seu nou senyoriu. Finalment, el 1247, el rei va crear el ral de València, moneda de billó de llei ternal que va assignar expressament als regnes de València i de Mallorca. Així que el diner i l'òbol del ral de València varen ser les primeres monedes cristianes de curs obligatori a les Illes Balears.
A la mort de Jaume I es creà la Corona de Mallorca que, des del punt de vista monetari tenia una legalitat diversa, per una part disposava de la moneda de Montpeller, que acabava d'implantar també el seu gros particular, la qual era posseïda en 2/5 del guany, corresponent la resta al bisbe de Magalona (2/5) i als cònsols de la ciutat (1/5); però aquesta situació canvià ben aviat, ja que el 1282, Felip l'Ardit, baix amenaça d'invasió, imposà entre altres coses que hi corrès el tornès i el 1317 s'apropià del dret d'emissió. Pel que fa als Comtats de Rosselló i Cerdanya, estaven vinculats des de primers del segle xii a la moneda barcelonesa, situació que fou refermada testamentàriament per Jaume I. Finalment el Regne de Mallorca fou rebut amb plena disponibilitat monetària, aspecte que fou expressament reiterat tant al Tractat de Perpinyà (1279) pel que Jaume II s'infeudava a Pere el Gran com a la Pau d'Anagni (1295), pel que el regne li va ser retornat per Jaume el Just, després de la confiscació de 1285; tot amb l'excepció de Manurqa, que es regia pel Tractat de Capdepera i que seguiria fent ús de la moneda almohade, fins a la conquesta cristiana el 1287.
Per una altra part, a finals del segle xiii la moneda estava començant a sortir del model basat en el billó per passar a recuperar l'argent d'alta llei, així que imitant a algunes ciutats estat itàliques, que ho havien començat a fer a finals del segle xii i principis del XIII, molts estats occidentals crearen els seus grossos: el gros tornés de França (1266); el frustrat gros de Barcelona (1268); el gros de Montpeller (1273); el groat d'Anglaterra (1279), el pirral de Sicília (1283); el croat de Barcelona (1285). El 1286 el rei Alfons el Franc que governava a Mallorca després de la confiscació del Regne de Mallorca, es dirigia als prohoms mallorquins perquè acceptassin el croat barceloní entre el seu circulant… en aquest context el sistema monetari mallorquí neix, l'any 1300, en un moment de canvi molt avançat pel que fa a l'argent, i encara molt incipient respecte de l'or.

## Creació del sistema monetari mallorquí

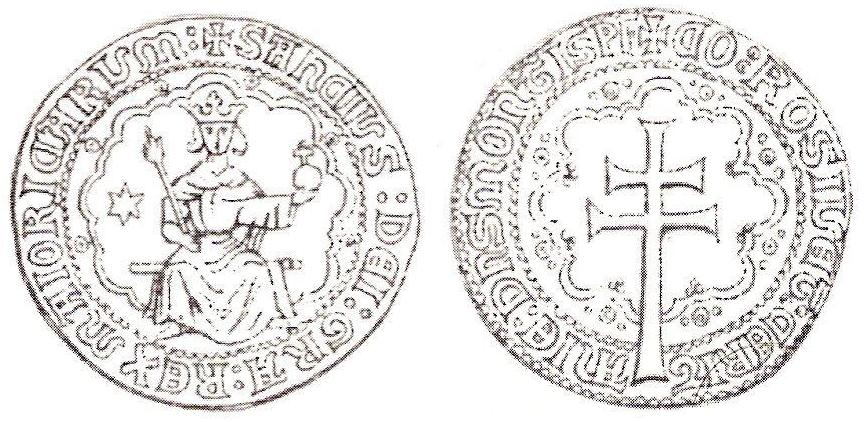
Reial d'or de Mallorca del Rei Sanç (1311-1324)

Només feia dos anys que Jaume II havia recuperat la seva corona, quan a 10 de calendes d'abril de l'any 1300, reglamentà la moneda mallorquina de billó i d'argent, i amb dita regulació es comprometia per ell i pels seus successors a fer-la perpetua i immutable, a canvi, s'imposava el tribut del fogatge o monedatge a pagar un morabatí cada set anys per cada foc o llar. Per la seva part la moneda tenia les següents característiques:
El billó tendria una llei de “tres diners menys una pugesa d'argent fi” o, cosa que és el mateix, 2 diners i 18 grans, o en el sistema mètric decimal 21,96 % d'argent pur (front al 23,96 que tenia el ral de tern de València, diferència que anava en favor del rei en fer el canvi obligatori). Els tipus regulats foren:
- Reial doblenc o dobler, amb una talla de 22 sous per marc o 132 unitats.
- Reials senars o diner, amb una talla de 44 sous per marc o 264 unitats.
- Menut o malla amb una talla de 88 sous per marc o 528 unitats.

Pel que fa a l'argent, només es va regular la unitat de reial, amb una llei d'11 diners (87,85 % de puresa), una talla de 60 unitats per marc i un valor equivalent de 16 diners. Tot i això, es té constància almenys des de l'any 1304 de l'existència de mitjos i quarts de reial d'argent.
L'estampa ordenada, i que també havia de ser inalterable, va ser: “en la una part de les dites monedes totes sia cap de rey coronat e en l'altra part sia creu e el bras de la creu de la part jussana s'estena tro el subirà cèrcol de les dites monedes”. L'evidència física de les monedes permet matisar que el bust era frontal i que els reials tenien el bust i la part de la creu que ocupa el camp, dins una orla lobulada.
Pel que fa a l'or, la seva regulació es va establir 10 anys més tard, el 7 de calendes de maig de 1310 es creava el reial d'or de Mallorca, amb una llei de 23 quirats i una talla de 60 peces per marc de Mallorca.